# Garra longipinnis
Garra longipinnis é uma espécie de Actinopterygii da família Cyprinidae.
Apenas pode ser encontrada no seguinte país: Omã.